# Pronghorn
Pronghorn az Amerikai Egyesült Államok északnyugati részén, Oregon állam Deschutes megyéjében, Redmondtól 6 km-re délre elhelyezkedő statisztikai- és önkormányzat nélküli település. A 2010. évi népszámláláskor 34 lakosa volt. Területe 17,1 km², melynek 100%-a szárazföld.
A közösség a bendi statisztikai körzet része. A közösség területén található a Pronghorn Golf Club.

## Népesség
A 2010-es népszámláláskor  34 lakója, 15 háztartása és 14 családja volt. A népsűrűség 2 fő/km2. A lakóegységek száma 100, sűrűségük 5,9 db/km2. A lakosok 100%-a fehér,      . 
A háztartások 20%-ában élt 18 évnél fiatalabb. 86,7% házas, 6,7% egyedülálló nő,  6,7% pedig nem család. 6,7% egyedül élt; 6,7%-uk 65 éves vagy idősebb. Egy háztartásban átlagosan 2,27 személy élt; a családok átlagmérete 2,36 fő.
A medián életkor 58,5 év volt. Lakóinak 17,6%-a 18 évesnél fiatalabb, % 18 és 24 év közötti, 8,8%-uk 25 és 44 év közötti, 47,1%-uk 45 és 64 év közötti, 26,5%-uk pedig 65 éves vagy idősebb. A lakosok 50%-a férfi, 50%-a pedig nő.

## Fordítás
Ez a szócikk részben vagy egészben  a   Pronghorn, Oregon című angol Wikipédia-szócikk ezen változatának fordításán alapul.  Az eredeti cikk szerkesztőit annak laptörténete sorolja fel. Ez a jelzés csupán a megfogalmazás eredetét és a szerzői jogokat jelzi, nem szolgál a cikkben szereplő információk forrásmegjelöléseként.